# Byzantinische Zeitschrift
Byzantinische Zeitschrift (сокр. BZ и ByzZ) является одним из ведущих научных журналов по византинистике. Журнал основал Карл Крумбахер в 1892 году.
Журнал публикует статьи, которые охватывают весь спектр тем из византийской истории и культуры (история, источниковедение, историческая география, богословие, литературоведение, вспомогательные исторические дисциплины, археология, история искусства). В журнале собирают и систематизируют библиографическую информацию о всю научную литературу, изданную в мире в области византинистики. Журнал делится на три секции:
1. статьи;
2. рецензии;
3. библиография, сообщения, некрологи.

Выходит ежегодно в двух тетрадях, которые составляют один том. Журнал временно не издавали во время Первой и Второй Мировых войн. В 2010 году вышел 103-й том журнала.
Первым главным редактором журнала был Карл Крумбахер (1892—1909). После его смерти издателями Byzantinische Zeitschrift были: Пауль Марк (1909—1927) и Аугуст Гейзенберг (1910—1930); Франц Дёльгер (1928—1963); Ханс-Георг Бек (1964—1977), Фридрих Вильгельм Дайхман (1964—1980) и Герберт Хунгер (1964—1980); Армин Голвег (1978—1980); Петер Шрайнер (1991—2004); Альбрехт Бергер (с 2004).
На сегодняшний день редакция журнала находится в Мюнхене при Институте византинистики, новогреческих студий и византийского искусства («Institut für Byzantinistik, Neogräzistik und Byzantinische Kunstgeschichte») Мюнхенского университета Людвига-Максимилиана. Журнал печатают в издательстве Walter de Gruyter (Германия).
Издатели журнала также издают базу данных списка литературы по византинистике — «Byzantinische Zeitschrift-Bibliographie». Библиографические записи, которые содержатся в журнале, помещают в базу данных, которую издают на съёмных носителях. В базе библиографические записи разделены на 14 предметных областей и ко многим из них приложены аннотации или комментарии. Существует возможность поиска библиографии по различным критериям. В 2005 году вышло третье издание на CD, которое содержит примерно 63 000 библиографических записей из номеров журнала 83 (1990) — 97(2004).
Дополнительно к журналу издают серию «Byzantinisches Archiv» (с 1898) и «Supplementum bibliographicum» (с 1994).